# Murg (Hochrhein)
Murg (Hochrhein) (în alemanică Murg am Hochrhi) este o comună din landul Baden-Württemberg, Germania.

## Istorie
Pentru cea mai mare istorie a sa, Murg va fi parte a posesiunilor Abației Säckingen, înainte de a ajunge în 1801 în posesia Austriei Anterioare, de unde va ajunge în timpul Păcii de la Pressburg în cadrul Marelui Ducat de Baden.